# Sint-Kiliankerk (Höxter)
De Sint-Kiliankerk (Duits: St. Kiliani) is een protestants kerkgebouw in de stad Höxter in de Duitse deelstaat Nedersaksen. De kerk stond model voor het eveneens twee torens tellende westwerk van de rijksabdij van Corvey.

## De voorganger
De kerk is gewijd aan de heilige Kilian, een rondreizende Ierse bisschop die leefde in de 7e eeuw. Het patrocinium van de kerk duidt op een relatie met Würzburg, van waaruit de kerstening van Saksen werd bedreven voordat de Abdij van Corvey deze taak overnam. Bij verbouwingen in het jaar 1961 werden de fundamenten van een oudere, aanmerkelijk kleinere voorganger blootgelegd. De ouderdom van de zaalkerk liet zich op grond van vondsten van scherven en talrijke graven tussen het jaar 780 en 800 dateren.

## Bouwgeschiedenis
In de 11e eeuw werd een nieuwe kerk van zandsteen uit het Weserbergland gebouwd en op 8 juli 1075 gewijd. Oorspronkelijk betrof het een pijlerbasiliek met een vlak plafond met twee zijschepen en met een oostelijke en westelijke koorafsluiting. Het lager gelegen noordelijke zijschip met een romaans portaal dateert nog uit deze periode. Een volgende bouwfase ging 100 jaar later in toen de kerk van gewelven werd voorzien. Om de gewelven te kunnen dragen werden pilasters toegevoegd. Het is onbekend wanneer de oorspronkelijk vlakke romaanse torendaken werden vervangen door de huidige slanke spitsen. Karakteristiek zijn de verschillende hoogten van de torens. De noordelijke toren met een haan als windvaan is 48 meter hoog, de zuidelijke toren met een rijksadelaar als windvaan is 45,65 meter hoog.
In de jaren 1319-1412 werd het zuidelijke zijschip afgebroken. Tijdens deze verbouwing tot hallenkerk ontstond het tegenwoordig nog aanwezige gotische zuidportaal. Waarschijnlijk in dezelfde periode werd in het koor een kruisribgewelf aangebracht. Parallel aan het zijschip werd aan de noordzijde de Annekapelle aangebouwd, een lange ruimte met kruisribgewelf.
Na de reformatie nam het kerkbezoek kennelijk toe en moest er een nieuw portaal in het zuidelijk dwarsschip worden uitgebroken. Uit de renaissance stamt de sacristie in de hoek tussen het dwarsschip en de noordelijke koormuur. De kerk werd in de jaren 1881-1882 gerestaureerd. Het stenen doksaal, dat tot dusverre het barokke orgel met een barokke balustrade had gedragen, werd vervangen door een grote houten galerij. Zoals bij veel kerken in die periode werd het gebouw volledig in neogotische stijl ingericht. Hiervan is nog een aanzienlijk deel bewaard. Enkele voorgenomen veranderingen zoals de verwijdering van kansel en doopvont en wijziging van de orgelkas werden gelukkig niet uitgevoerd.
In 1901 werd de noordelijke toren door blikseminslag getroffen waarbij de spits volledig verwoest werd. Herbouw van de toren vond een jaar later plaats. In de 20e eeuw moesten de klokken bij herhaling worden ingeleverd om ze te laten omsmelten voor de wapenindustrie. Het westelijke portaal tussen de beide torens werd pas in 1937 aangebracht. De kerk werd in de 20e eeuw herhaaldelijk gerestaureerd. De laatste restauratie vond plaats nadat een enorme explosie in een naburig woonhuis ook aan de kerk grote schade veroorzaakte.

## Interieur
Tijden de reformatie ging nagenoeg het gehele middeleeuwse interieur op een enkel meubelstuk verloren. In de decennia daarop werd de kerk weer verrijkt met nieuw interieur, waaronder een laatgotische kruisigingsgroep, de renaissancekansel, het barokke orgel, het epitaaf van het echtpaar Kanne en een doopvont. Deze inventaris overleefde ook de verschrikkingen van de Dertigjarige Oorlog waaronder Höxter bijzonder te lijden had.
- De kansel van de kerk is een van de fraaiste in de regio en dateert uit het jaar 1597.
- De kruisigingsgroep is een meesterwerk uit de late 16e eeuw. De groep stond oorspronkelijk op een balk in de triomfboog. In 1937 werd de groep op de huidige, voor een kruisigingsgroep ongewone, plek opgesteld na het dichtmetselen van het achterliggende venster. In 2010 werd het venster weer geopend.
- Het zeshoekige kelkvormige doopvont van 1631 is met acanthusbladdecoraties, reliëfs van gevleugelde engelhoofdjes en wapens en namen van de schenkers versierd
- De Kiliankerk heeft meerdere epitafen. Aan de westelijke zijde van het zuidelijk schip bevindt zich een groot houten epitaaf van het echtpaar Franz en Margarete von Kanne (1593), daaronder het epitaaf van Johann Georg Ziegenhirt (1734). In het zuidelijk transept is het epitaaf van Heinrich Julius von der Lippe (1622) opgesteld. Het epitaaf van Anna Maria Ziegenhirt (1687) bevindt zich in de apsis van het zuidelijke dwarsschip.
- Het monumentale orgel is een barok instrument dat in het jaar 1710 gebouwd werd door Hinrich Klausing uit Herford. Hij gebruikte hierbij onderdelen van een 100 jaar ouder orgel. Het orgel werd van 1998 tot 2004 gerestaureerd en teruggeplaatst op de oorspronkelijke plaats. Echter na de explosie van 2005 moest het historische pijpwerk opnieuw worden verwijderd. Na afsluiting van de sanering aan de kerk in oktober 2007 werd het orgel gereinigd.

## Afbeeldingen

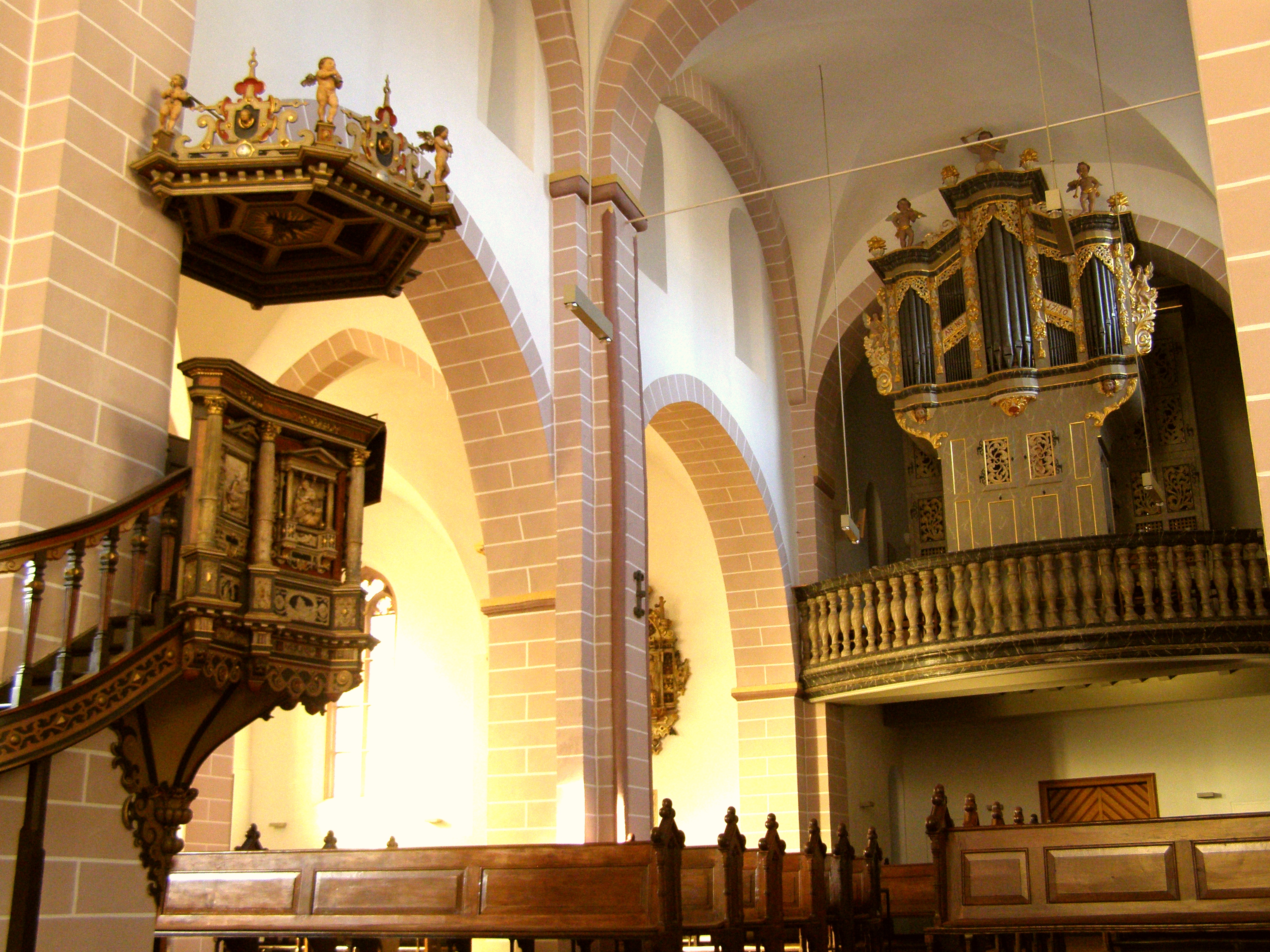
Kansel
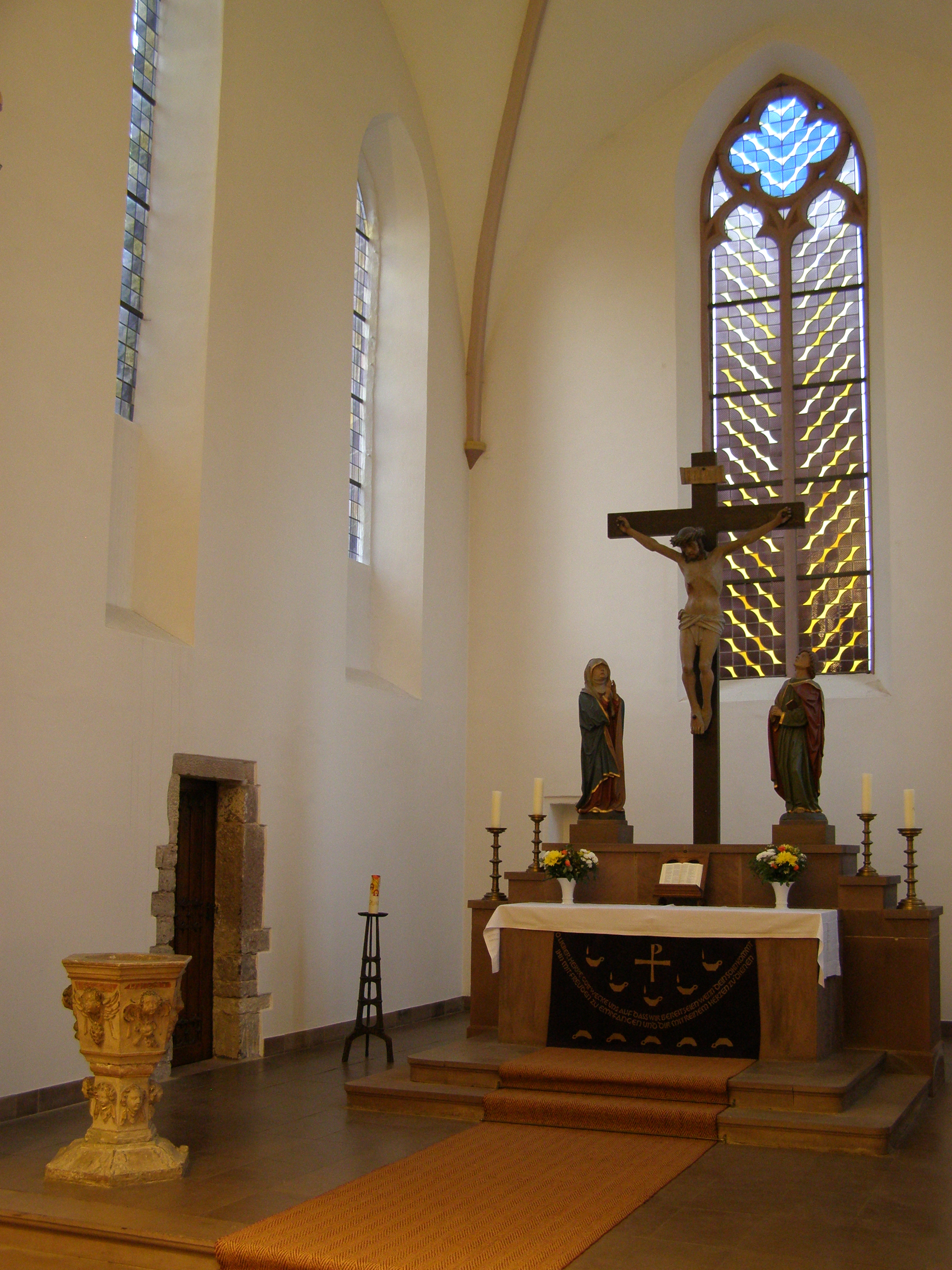
Kruisigingsgroep
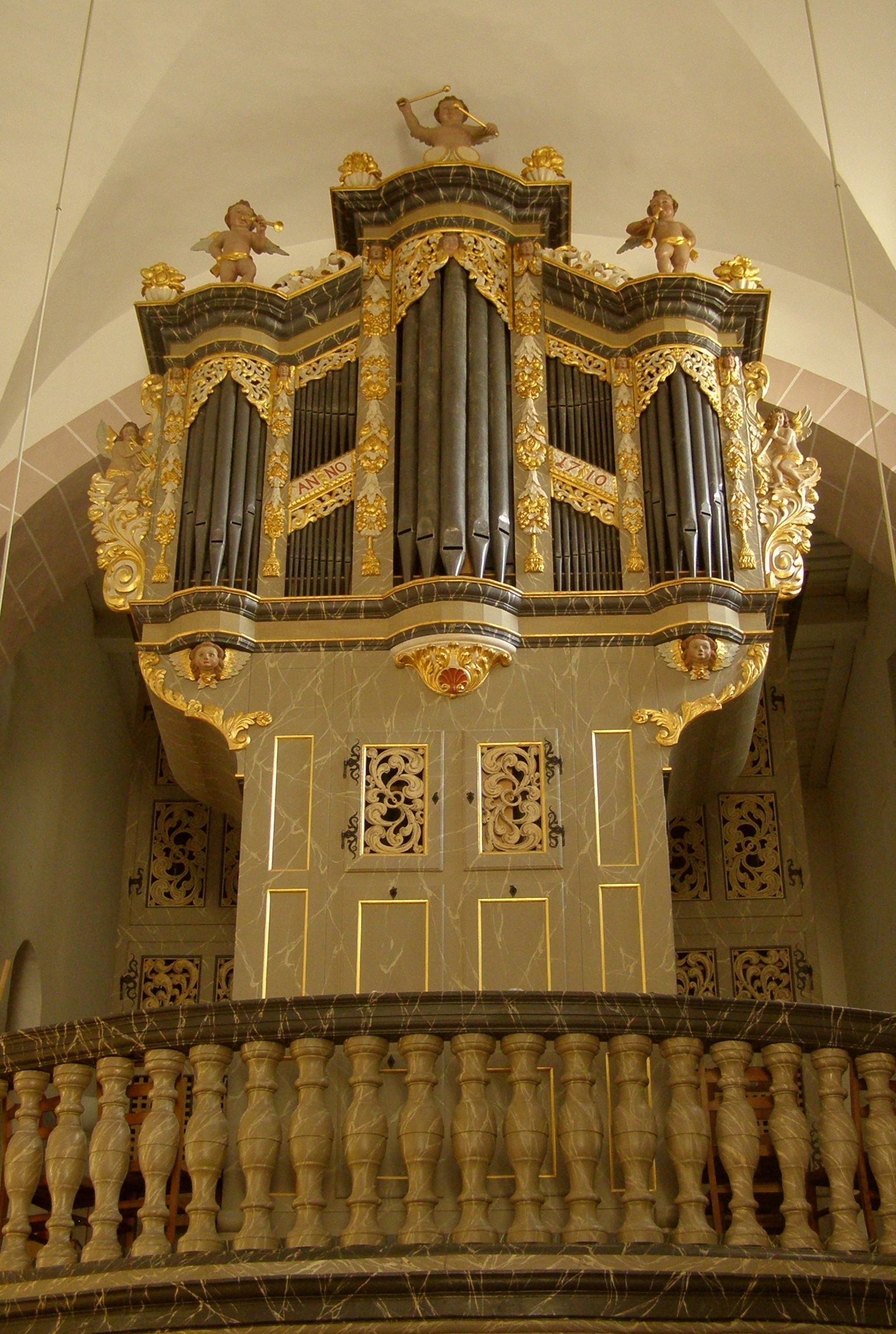
Orgel
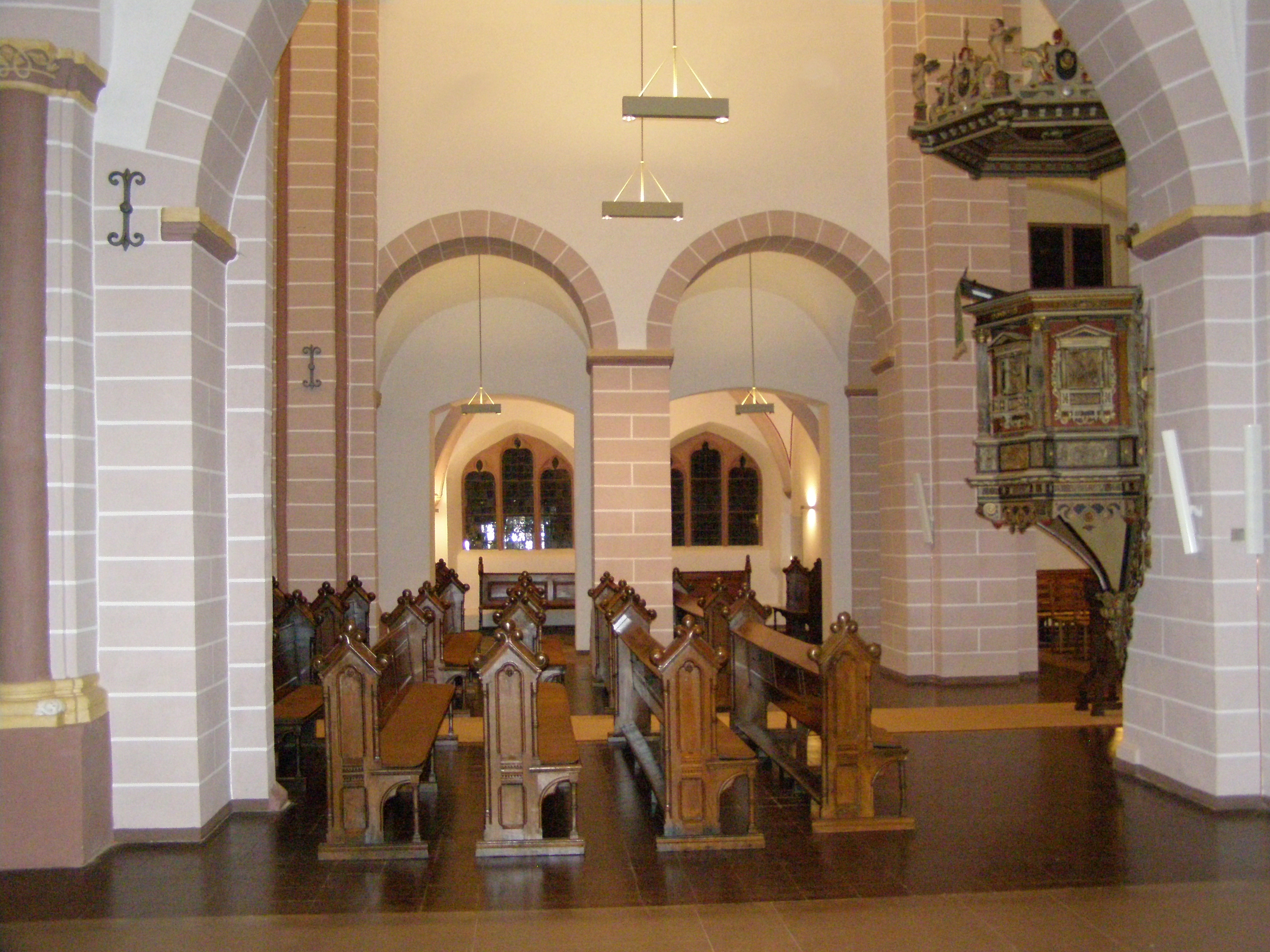
Blik naar de Annenkapelle